# Edvin Kanka Ćudić
Edvin Kanka Ćudić (1988, Brčko, Iugoslávia) é o activista dos direitos humanos, artista marcial,  jornalista e cientista político da Bósnia e Herzegovina, que é mais conhecido como o líder da UDIK, uma organização que luta pelos direitos humanos e pela reconciliação na antiga Iugoslávia.

## Livros publicados
- Taj maj '92., Ihlas, Brčko, 2012
- Ne u naše ime: s one strane srbijanskog režima, UDIK, Sarajevo, 2019